# Campeonato Mundial de Atletismo em Pista Coberta de 2016 - 800 m feminino
A prova dos 800 metros feminino do Campeonato Mundial de Atletismo em Pista Coberta de 2016 ocorreu entre 19 e 20 de março em Portland, nos Estados Unidos. 

## Recordes
Antes desta competição, os recordes mundiais e do campeonato nesta prova eram os seguintes:
|    | Nome              | Nacionalidade | Tempo     | Local           | Data               |
| -- | ----------------- | ------------- | --------- | --------------- | ------------------ |
| WR | Jolanda Čeplak    | Eslovênia     | 1m 55s 82 | Viena, Áustria  | 3 de março de 2002 |
| CR | Ludmila Formanová | Chéquia       | 1m 56s 90 | Maebashi, Japão | 7 de março de 1999 |

## Medalhistas
| Ouro                     | Prata              | Bronze                         |
| Francine Niyonsaba (BDI) | Ajee' Wilson (USA) | Margaret Nyairera Wambui (KEN) |

## Resultados

### Eliminatórias
Qualificação: 1 atleta de cada bateria  (Q) mais os  3 melhores qualificados (q).  
| Colocação | Bateria | Nome                     | Nacionalidade  | Tempo         | Notas |
| --------- | ------- | ------------------------ | -------------- | ------------- | ----- |
| 1         | 1       | Ajee' Wilson             | Estados Unidos | 2 min 00 s 61 | Q     |
| 2         | 1       | Margaret Nyairera Wambui | Quênia         | 2 min 00 s 68 | q, SB |
| 3         | 1       | Aníta Hinriksdóttir      | Islândia       | 2 min 01 s 96 | q     |
| 4         | 1       | Habitam Alemu            | Etiópia        | 2 min 02 s 34 | q     |
| 5         | 2       | Francine Niyonsaba       | Burundi        | 2 min 02 s 37 | Q, NR |
| 6         | 1       | Anastasiia Tkachuk       | Ucrânia        | 2 min 02 s 60 |       |
| 7         | 2       | Lynsey Sharp             | Grã-Bretanha   | 2 min 02 s 75 |       |
| 8         | 2       | Lovisa Lindh             | Suécia         | 2 min 03 s 44 |       |
| 9         | 2       | Hedda Hynne              | Noruega        | 2 min 03 s 96 |       |
| 10        | 2       | Malika Akkaoui           | Marrocos       | 2 min 04 s 00 |       |
| 11        | 3       | Laura Roesler            | Estados Unidos | 2 min 04 s 38 | Q     |
| 12        | 3       | Tigst Assefa             | Etiópia        | 2 min 04 s 55 |       |
| 13        | 2       | Liga Velvere             | Letônia        | 2 min 05 s 20 |       |
| 14        | 3       | Christina Hering         | Alemanha       | 2 min 05 s 39 |       |
| 15        | 3       | Adelle Tracey            | Reino Unido    | 2 min 07 s 05 |       |
| 16        | 3       | Rose Mary Almanza        | Cuba           | 2 min 08 s 07 |       |
| 17        | 3       | Natoya Goule             | Jamaica        | 2 min 08 s 23 |       |

### Final
A final ocorreu dia 20 de março. 
| Colocação         | Nome                     | Nacionalidade  | Tempo   | Notas |
| ----------------- | ------------------------ | -------------- | ------- | ----- |
| Medalha de ouro   | Francine Niyonsaba       | Burundi        | 2:00.01 | WL    |
| Medalha de prata  | Ajee' Wilson             | Estados Unidos | 2:00.27 |       |
| Medalha de bronze | Margaret Nyairera Wambui | Quênia         | 2:00.44 | PB    |
| 4                 | Laura Roesler            | Estados Unidos | 2:00.80 |       |
| 5                 | Aníta Hinriksdóttir      | Islândia       | 2:02.58 |       |
| 6                 | Habitam Alemu            | Etiópia        | 2:04.61 |       |

Legenda
| Recorde mundial       | Recorde mundial (World record)               |                       | Recorde africano                      | Recorde africano (African) |                                           | Q | Classificado por posição (Qualified) |
| Recorde do campeonato | Recorde do campeonato (Championship record)  | Recorde da América    | Recorde da América (Americas)         | q                          | Classificado por melhor tempo (Qualified) |   |                                      |
| Melhor marca do ano   | Melhor marca do ano (World leading)          | Recorde asiático      | Recorde asiático (Asian)              | DNS                        | Não largou (Did not start)                |   |                                      |
| Recorde nacional      | Recorde nacional (National record)           | Recorde europeu       | Recorde europeu (European)            | DNF                        | Não terminou (Did not finish)             |   |                                      |
| Recorde pessoal       | Recorde pessoal do atleta (Personal best)    | Recorde da Oceania    | Recorde da Oceania (Oceania)          | DSQ / DQ                   | Desclassificado (Disqualified)            |   |                                      |
| Recorde da temporada  | Recorde da temporada do atleta (Season best) | Recorde sul-americano | Recorde sul-americano (South America) | NM                         | Sem marca (No mark)                       |   |                                      |